# Mazda 626

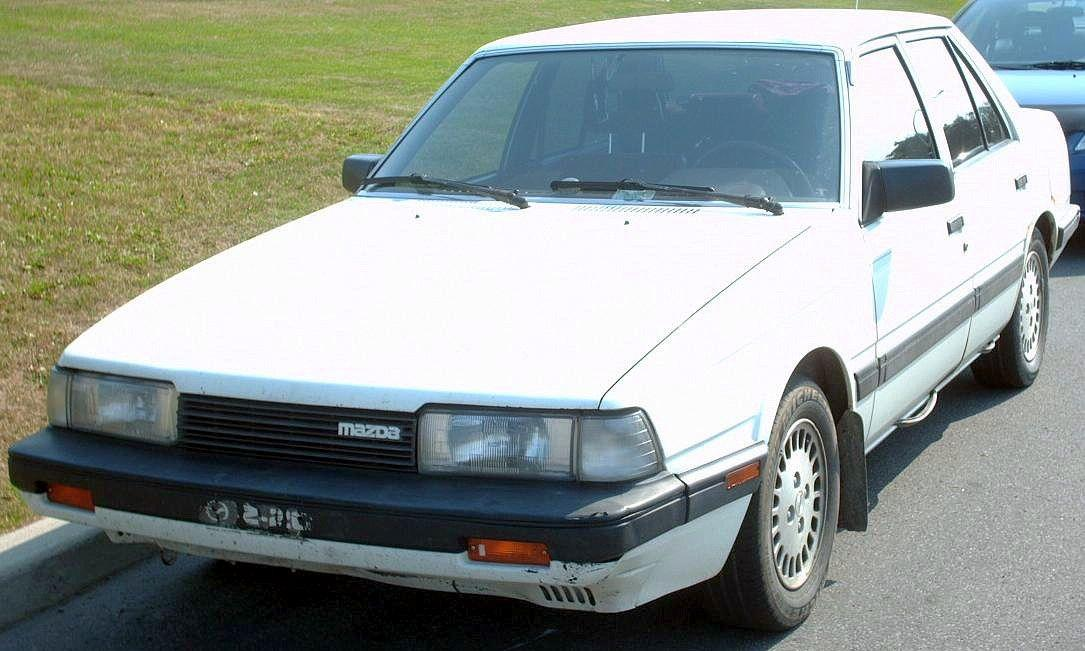
Mazda 626 1983-1987.

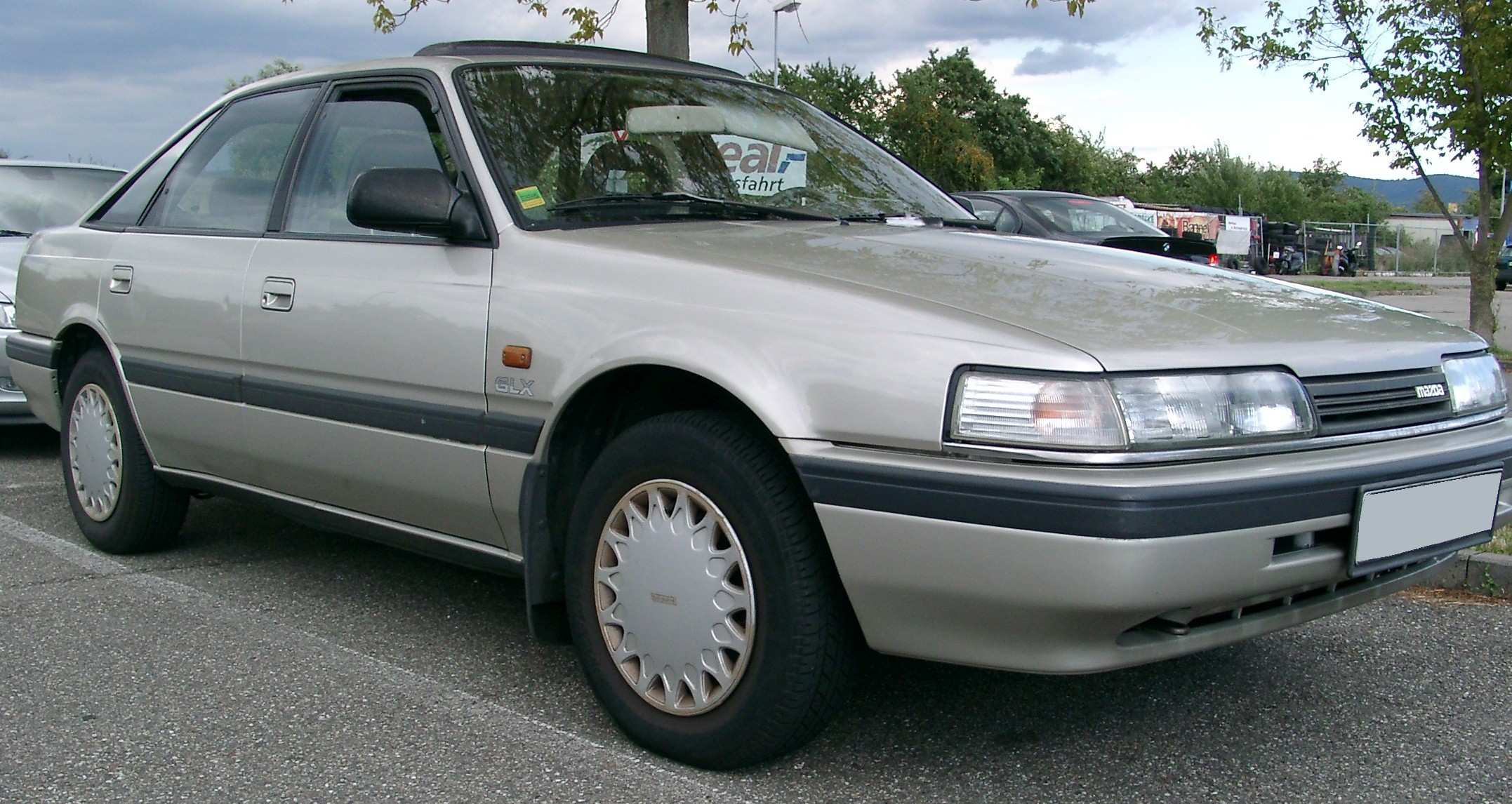
Mazda 626 1988-1992

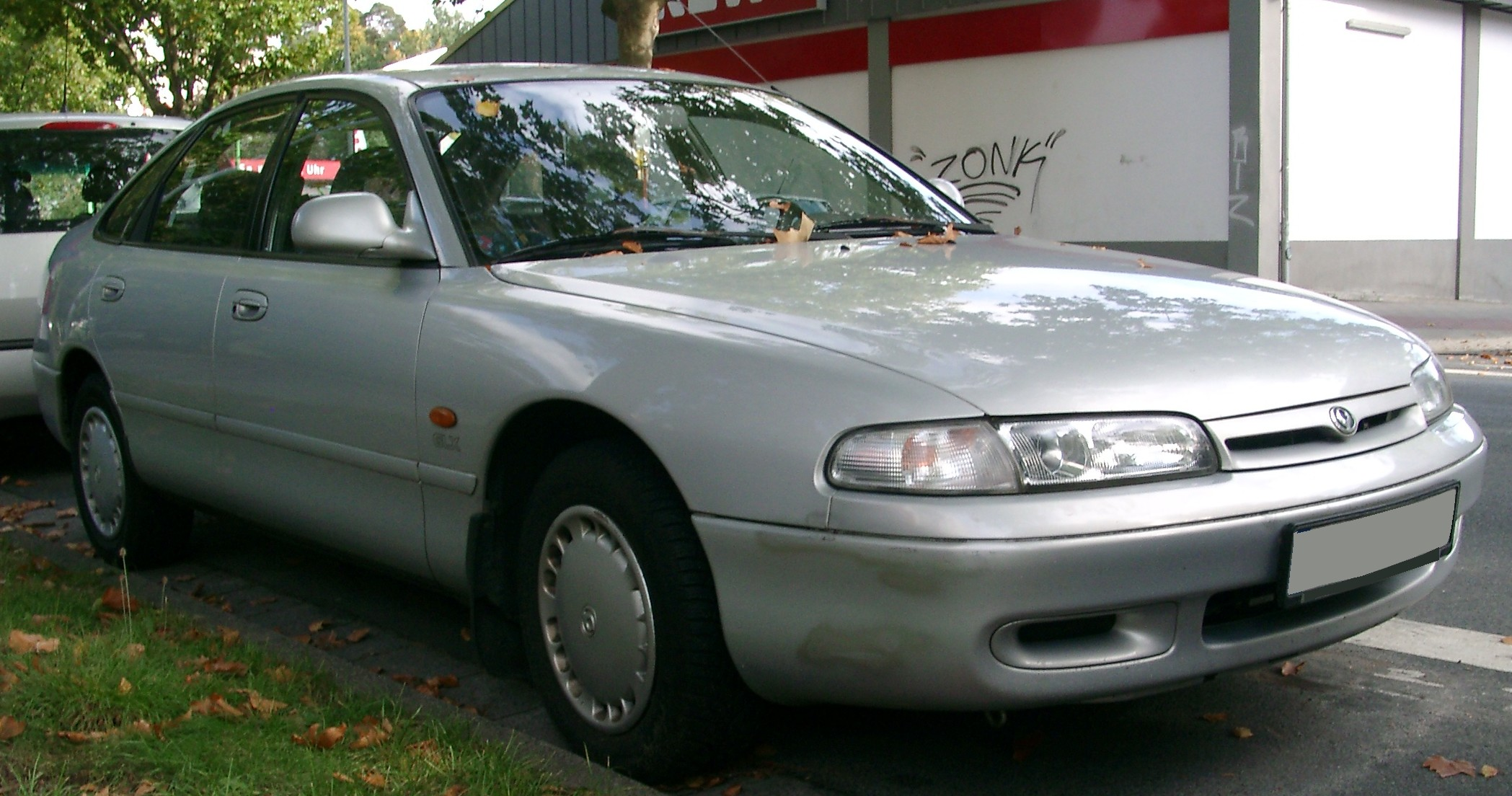
Mazda 626 1992-1997

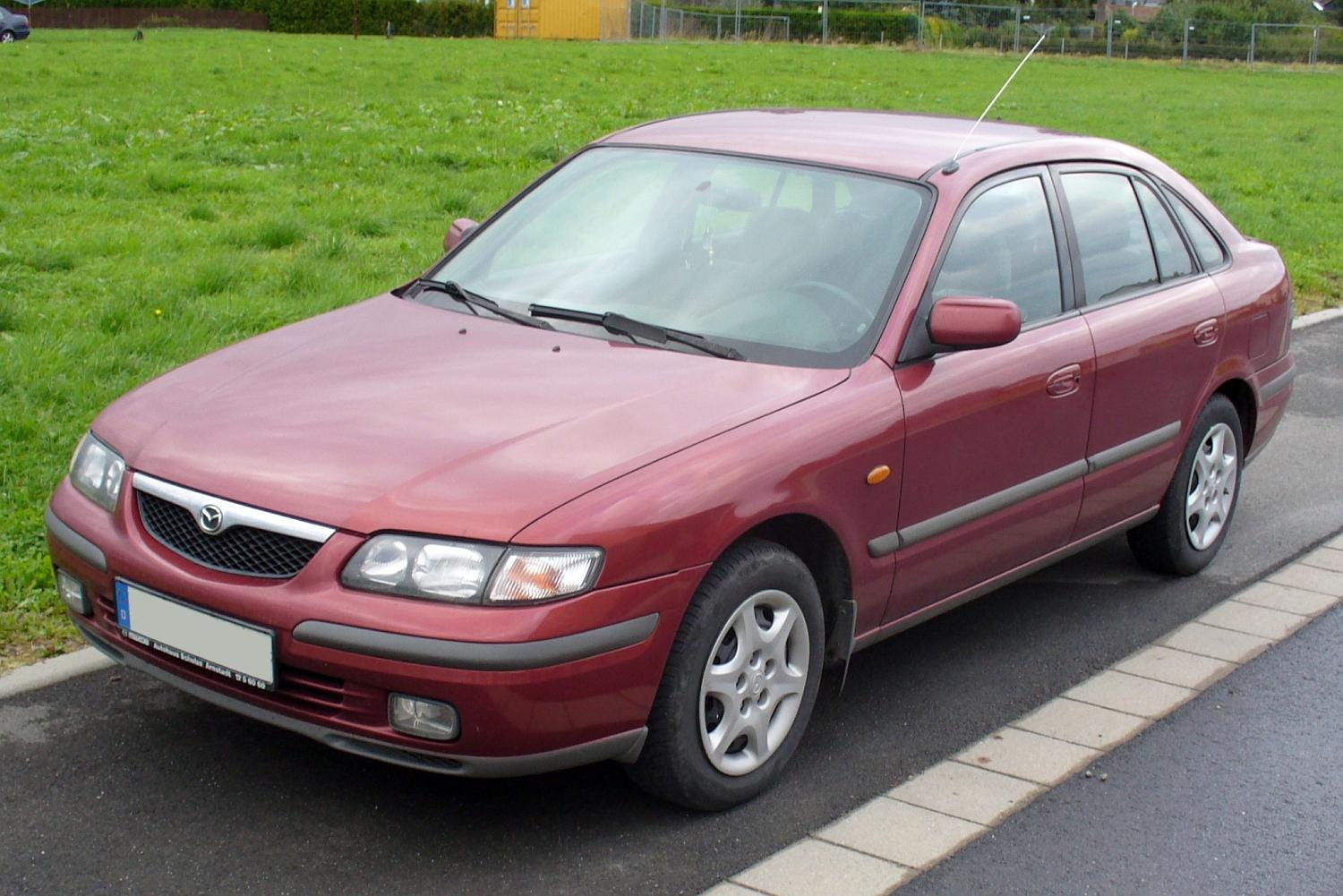
Mazda 626 1997-2002

Mazda 626 var en mellanklassedan som 2002 ersattes av Mazda Mazda6.
Mazda har 78 år på nacken, hette från början Toyo Cork Kogyo och senare Toyo Kogyo Company Limited, man bytte namn till Mazda 1984. På flera marknader har man för övrigt gemensam produktion med Ford. Det mest närliggande exemplet är lilla Mazda 121 som tillverkas i England och som är identisk med Ford Fiesta.
I Sverige är man inne på sitt 26:e år och importören är i stort sett densamma som vid introduktionen.

## Historik
Namnet 626 dök upp första gången 1977 när en bakhjulsdriven bil med 626-namnet introducerades. Den kom till Sverige som 1979 års modell.
Den första framhjulsdrivna 626:an kom hit som -83a, både som sedan, hatchback och som 2 dörrars sport-saloon.
Den andra generationen av framhjulsdrivna 626:or kom 1987 som sedan, hatchback, 2-dörrars sport-saloon och även som kombi.
Motorerna omfattade tre fyrcylindriga alternativ. En 1,8-liters motor med 8 ventiler, 2,0-liters på 66 kW/90 hk. Båda var hämtade från föregående modell och försedda med en överliggande kamaxel. På toppen kom nyheten, en 2,0-liters med 16-ventilers motor med två överliggande kamaxlar och effekten var 148 hk. Alla modellerna hade femväxlad manuell låda som standard och en fyrstegad automat fanns som tillval.
Det fanns även en 12-ventilsmotor på 2,2 liter och 85 kw(115) hästkrafter.
Man gjorde också stort PR-väsen av en elektroniskt kontrollerad fyrhjulsstyrning där bakhjulen styrdes i den riktning och utsträckning som den elektroniska kontrollenheten ansågs vara lämpligt. Fördelarna beskrevs som många.
Den tredje generationen Mazda 626 kom -92 och den här gången som sedan, hatchback och sport coupe (MX-6). Den gamla kombin fick därför hänga med i programmet ytterligare några år. Man försökte också snitsa till den tredje generationen genom en specialserie kallad Solomon Blue 1996. 
Under 1997 kom den sista 626:an, både som sedan och hatchback och en ny kombi.
Modellen höll ut tills ersättaren 6 presenterades år 2002.
Mazda 626 toppade i många år bilprovningens lista över minst antal anmärkningar.